# Cádiz (Ohio)
Cádiz (en inglés Cadiz) es una villa ubicada en el condado de Harrison en el estado estadounidense de Ohio. En el Censo de 2010 tenía una población de 3353 habitantes y una densidad poblacional de 144,81 personas por km².

## Geografía
Cádiz se encuentra ubicada en las coordenadas 40°15′26″N 80°59′31″O / 40.25722, -80.99194. Según la Oficina del Censo de los Estados Unidos, Cádiz tiene una superficie total de 23.15 km², de la cual 22.73 km² corresponden a tierra firme y (1.82%) 0.42 km² es agua.

## Demografía
Según el censo de 2010, había 3353 personas residiendo en Cádiz. La densidad de población era de 144,81 hab./km². De los 3353 habitantes, Cádiz estaba compuesto por el 87.44% blancos, el 8.35% eran afroamericanos, el 0.03% eran amerindios, el 0.33% eran asiáticos, el 0.03% eran isleños del Pacífico, el 0.27% eran de otras razas y el 3.55% pertenecían a dos o más razas. Del total de la población el 0.84% eran hispanos o latinos de cualquier raza.

## Ciudadanos ilustres
Cabe destacar que en 1901 nació Clark Gable, actor de Hollywood.